# Knights of Honor
Knights of Honor is een historisch real-time strategy computerspel ontwikkeld door het Bulgaarse Black Sea Studios, uitgebracht in Europa op 1 oktober 2004 door Sunflowers en op 10 mei 2005 door Paradox Interactive in Amerika.

## Algemeen
De speler probeert ten tijde van de middeleeuwen de heerser over Europa te worden door middel van veldslagen, spionage, religie, diplomatie, het drijven van handel en het sluiten van allianties. Ook dient de speler het eigen koninkrijk te beheren. Andere naties streven hetzelfde doel na wat logischerwijs voor conflicten zorgt.
De speler bezit (maximaal) negen Ridders (Knights) die een belangrijk deel uitmaken van het spel; zij kunnen bijvoorbeeld gebruikt worden om te vechten in oorlogen, de provincies te beheren en handelsverdragen te sluiten met andere heersers.
In een van de drie perioden van de middeleeuwen (vroege middeleeuwen, hoge middeleeuwen, late middeleeuwen) krijgt de speler de leiding over een gekozen natie met als doel deze uit te breiden. Elke periode heeft z'n eigen problemen en gebeurtenissen. Ook de keuze welke natie men wil leiden beïnvloedt de moeilijkheid van het spel met andere economische en sociale omstandigheden, verschillende grootte van provincies en hoe de andere naties op je reageren.